# Liste armenischer Bildhauer
Liste armenischer Bildhauer:

## A
- Aharonian, Grigor (1896–1980)
- Awakjan, Wardkes (1931–2024)

## B
- Badalian, Grigor (* 1922)
- Baghdassarian, Sarkis (* 1923)
- Begalow, Dawid (1951–2013)

## D
- Der-Marukian, A. (1871–1919)
- Der-Harutian, Koren (1909–1991)

## G
- Gamsaragan, Daria (1902–1986)
- Ghazarian, Samvel (* 1949)
- Ghazarian, Suren (* 1929)
- Ghorghanian, Norair (* 1948)
- Gurdjian, Hakob (1881–1948)

## H
- Hampartzumian, Raphael (1926–1981)
- Harutunian, Ara (1928–1999)
- Hovsepian, Ardasches (* 1931)

## I
- Iskandarian, Chatschatur (* 1923)

## K
- Kepinov, Grigor (1886–1966)
- Kodschabaschian, Jerwand (* 1939)
- Kotschar, Jerwand (1899–1979)
- Kurktschian Rouzanne (* 1930)

## M
- Mehrabian, Sergej (* 1931)
- Merkurov Sergej (1881–1952)
- Mirzoyan Theresa (* 1922)
- Murakov, Levon (1893–1966)

## N
- Nagian, Roupen (1897–1986)
- Nakian, Reuben (1899–1988)
- Nigoghossian, Nigoghayos (* 1918)

## P
- Padigian, Haig (1876–1950)
- Papazian, Jack (1878–1957)
- Petrossian, Benik (* 1939)
- Petrossian, Juri (* 1941)
- Petrossian, Ohan (* 1941)

## S
- Sarkissian, Ara (1902–1969)
- Sarkissov, Maurice (1882–1947)
- Schiraz Aramazd (* 1941)
- Stepanian, Armenak (1900–1974)
- Stepanian, Suren (1895–1974)

## T
- Tarian, Stepan (1899–1954)
- Tokmadschian, Levon (* 1937)
- Tschakmaktschian (1933–2019)
- Tschubarjan, Ghukas (1923–2009)

## U
- Urartu, Aizemik (1899–1974)

## V
- Voskan, Jerwand (1855–1914)

## Z
- Zarian, Nvart (* 1917)